# Josafat (novel·la)
|  | Per a altres significats, vegeu «Josafat». |

Josafat és una novel·la escrita per Prudenci Bertrana l'any 1906 en plena època del modernisme català. Impresa a Palafrugell per la Impremta Ribas, va ser presentada al premi de novel·la de la Festa de la Bellesa de Palafrugell l'any 1905, on no va ser premiada per motius morals, atesa la cruesa i el caràcter que podia ser considerat «sacríleg» de l'obra. S'engloba dins del moviment modernista, que es trobava ja en un moment de maduresa.
En aquest cas, es tracten temes com l'heroi, la natura o l'individu i la massa. El protagonista, Josafat, prové d'una família pagesa, i això fa que també es presenti la dualitat món rural - món urbà.
El Municipal de Girona, el febrer de 2014, va estrenar una adaptació musical de la novel·la on Prudenci Bertrana ha estat incorporat com un personatge més de la tragèdia, ambientada a la catedral.
La companyia Cia. Passabarret, el 28 d'abril de 2018, va estrenar una adaptació en clau de circ de la novel·la per a teatres, dirigida per Adrián Schvarzstein. El desembre del mateix any van guanyar el Gran Premi BBVA Zirkólika com a millor espectacle de circ de la temporada.

## Argument
En Josafat viu en la ruralia i s'endinsa en el món de la ciutat per a dedicar-se a la seva vocació religiosa, basada majoritàriament en la ira i la violència, amb un fanatisme absolut. És per evitar els problemes que podia ocasionar la seva manera de fer que és enviat a fer de campaner.
Al principi en Josafat feia companyia a un vell parroquià, però després de la seva mort exerceix sol amb el vistiplau de l'Església. A través d'un vell conegut del poble es presenta la clau de la trama: es retroba amb la Pepona i coneix la Fineta, totes dues prostitutes. Malgrat l'interès eròtic que li desperta la Pepona (de fet, ja havia somiat amb ella anteriorment), i que s'hi vol casar per accedir al sexe, és amb la Fineta, que està fascinada per l'aparença salvatge del campaner, amb qui consuma una aventura sexual central al llibre.
Posteriorment ve l'avorriment i la por. La por es veu augmentada amb la confessió a un jesuïta, i això en «determina la seva violència». La Fineta no vol renunciar a la seva «fera domada», a la seva excitant aventura de «bella i bèstia», i intenta que en Josafat la continuï complaent. Ell li dona un fort cop a la base del crani, però la Fineta encara és viva. Després de rematar-la, comença un fort neguit, que el farà arribar al límit de la bogeria, accentuada amb la imatge del campaner arrossegant el cos putrefacte en un sac d'un racó a l'altre de l'església. L'última imatge que queda de l'església és la dels feligresos entrant amb l'ajuda d'un manyà, per descobrir un únic rastre: una melodia de flabiol que sorgeix de la penombra santa.